# 伊戈爾·普洛特尼茨基
伊戈爾·韋涅季克托維奇·普洛特尼茨基（俄语：Игорь Венедиктович Плотницкий，羅馬化：Igor Venediktovich Plotnitskiy，發音：[ˈigərʲ vʲɪnʲɪˈdʲiktəvʲɪtɕ plɐtˈnʲitskʲɪj]；1964年6月25日—），卢甘斯克人民共和国政治家，2014年8月14日－2017年11月24日担任卢甘斯克人民共和国元首。